# 鱼缸 (电影)
《鱼缸》（英語：Fish Tank）是一部2009年英国剧情片，安德莉亞·阿諾德执导。该片获第62届戛纳电影节评委会奖和2010年英国电影学院奖最佳影片奖。影片在蒂爾伯里的Mardyke村拍摄，部分在A13公路取景。影片是由英国电影理事会和BBC Films投资拍摄的。

## 情节
15岁的叛逆女孩米雅喜欢跳舞，终日无所事事。她的单亲妈妈对她和妹妹不管不顾，带來了情人康纳...

## 角色
- 凱蒂·賈維斯 （Katie Jarvis） 飾演 米雅（Mia Williams），15歲的判逆少女，喜歡跳舞。
- Kierston Wareing 飾演 Joanne Williams，米雅的母親。
- 麥可·法斯賓達 飾演 康納（Conor O'Reily），米雅母親的男友。
- Rebecca Griffiths 飾演 泰勒（Tyler Williams），米雅的妹妹。
- 哈利·崔德威 飾演 比爾（Billy），米雅的男性友人。
- Sydney Mary Nash 飾演 綺拉（Keira O'Reily），康納的女兒。
- Sarah Bayes 飾演  琪莉（Keely），米雅的朋友。

## 制作
扮演米雅的凯蒂·贾维斯之前没有表演经验。阿诺德的选角助理看见她在蒂尔伯里镇火车站与男友争吵，于是选定了她，该火车站在电影中也有出现。
《鱼缸》是按时间顺序拍摄的。每周末会给演员提供下周表演内容的剧本，因此在拍每个镜头时，演员们并不知道接下来的剧情。